# Zwartkeelheremietkolibrie
De zwartkeelheremietkolibrie (Phaethornis atrimentalis) is een vogel uit de familie Trochilidae (kolibries).

## Verspreiding en leefgebied
Deze soort komt voor van Colombia tot noordelijk Peru en telt twee ondersoorten:
- P. a. atrimentalis: Colombia, Ecuador en noordelijk Peru.
- P. a. riojae: centraal Peru.